# Olympique Gymnaste Club de Nice 1970-1971
Questa voce raccoglie le informazioni riguardanti l'Olympique Gymnaste Club de Nice nelle competizioni ufficiali della stagione 1970-1971.

## Maglie e sponsor
Lo sponsor tecnico per la stagione 1970-1971 è Le Coq Sportif.
| Manica sinistra · Manica sinistra · Maglietta · Maglietta · Manica destra · Manica destra · Pantaloncini · Calzettoni |

## Rosa
| N. |                    | Ruolo | Calciatore        |
| -- | ------------------ | ----- | ----------------- |
|    | Francia (bandiera) | P     | Charles Marchetti |
|    | Francia (bandiera) | P     | Christian Peyron  |
|    | Francia (bandiera) | D     | Guy Cauvin        |
|    | Francia (bandiera) | D     | André Chorda      |
|    | Francia (bandiera) | D     | Patrick Greck     |
|    | Francia (bandiera) | D     | Francis Isnard    |
|    | Francia (bandiera) | D     | Sylvain Léandri   |
|    | Francia (bandiera) | D     | Claude Quittet    |
|    | Francia (bandiera) | D     | Maurice Serrus    |
|    | Francia (bandiera) | D     | Christian Vandini |
|    | Francia (bandiera) | C     | Roger Jouve       |

| N. |                       | Ruolo | Calciatore           |
| -- | --------------------- | ----- | -------------------- |
|    | Francia (bandiera)    | C     | Gabriel Latour       |
|    | Jugoslavia (bandiera) | C     | Bora Milutinović     |
|    | Francia (bandiera)    | A     | Romain Arghirudis    |
|    | Francia (bandiera)    | A     | Jean Conil           |
|    | Svezia (bandiera)     | A     | Leif Eriksson        |
|    | Francia (bandiera)    | A     | René Fioroni         |
|    | Belgio (bandiera)     | A     | Fernand Goyvaerts    |
|    | Francia (bandiera)    | A     | Joseph Herrera       |
|    | Austria (bandiera)    | A     | Günter Kaltenbrunner |
|    | Austria (bandiera)    | A     | Helmut Metzler       |